# Iron Maiden (album)
Iron Maiden debitantski je studijski album britanske heavy metal grupe Iron Maiden, objavljen 14. travnja 1980. Dosegnuo je 4. mjesto na britanskoj top-listi.
Pet mjeseci kasnije album su u SAD-u objavili Harvest i Capitol Records, a nedugo zatim i Sanctuary Columbia Records s bonus pjesmom "Sanctuary", koja je u UK-u bila objavljena samo kao singl. Godine 1998., album je bio reizdan zajedno s ostalima prije albuma
The X Factor.
Bio je to jedini album koji je producirao Will Malone, koji je imao nedostatak zanimanja za projekt, te je dopustio sastavu da producira većinu albuma sam. Sastav (posebno Steve Harris) je kritizirao kvalitetu produkcije, ali taj se neuredan zvuk svidio mnogim obožavateljima. To je bio jedini album na kojem je svirao gitarist Dennis Stratton, koji je napustio sastav kratko vrijeme nakon što je album bio objavljen. Nedugo zatim zamijenio ga je Adrian Smith. "Transylvania" je dobro poznata instrumentalna pjesma koju je napisao osnivač i basist Steve Harris. Pjesmu je kasnije izvela grupa Iced Earth na albumu Horror Show. "Strange World" govori o distopijskom društvu u kojem ljudi nikad ne stare.
U međuvremenu, pjesma "Charlotte the Harlot" koja opisuje stvarnu prostititku Charlotte. 
Sedmominutna epska pjesma "Phantom of the Opera" još uvijek je obožavateljima jedna od najboljih pjesama tog doba i još uvijek se često svira na koncertima Iron Maidena. Pjesma "Iron Maiden" često signalizira ulazak maskote sastava - Eddieja na pozornicu.
"Running Free" je 23. veljače 1980. bio objavljen kao singl te je dosegao broj 34 na britanskoj ljestvici top-singlova. Sastav je izveo pjesmu uživo u britanskom tv showu Top of the Pops. Običaj glazbenika bio je da izvode mimiku za vrijeme pjesme, a Maideni su bili prvi sastav koji je izveo pjesmu bez mimike na showu još od sastava The Who 1972. godine.
"Sanctuary" singl bio je objavljen 7. lipnja i dosegnuo je broj 29 na britanskim top-ljestvicama. Tvrtka za menadžment Roda Smallwooda dobila je ime prema navedenoj pjesmi.
Reizdana inačica iz 1998. godine osim pjesme "Sanctuary" ima još i drugačiji omot. Slika je ista, s razlikom što je ponovno nacrtana. Ali, ipak, na stranicama Iron Maidena i na novijim reklamnim posterima prikazuje se originalna verzija umjesto nove.

## Popis pjesama
| 1.    | »Prowler«                     | Steve Harris         | 3:56 |
| 2.    | »Remember Tomorrow«           | Harris, Paul Di'Anno | 5:28 |
| 3.    | »Running Free«                | Harris, Di'Anno      | 3:18 |
| 4.    | »Phantom of the Opera«        | Harris               | 7:20 |
| 5.    | »Transylvania« (instrumental) | Harris               | 4:19 |
| 6.    | »Strange World«               | Harris               | 5:32 |
| 7.    | »Charlotte the Harlot«        | Dave Murray          | 4:13 |
| 8.    | »Iron Maiden«                 | Harris               | 3:36 |
| 37:42 |                               |                      |      |

| Reizdana inačica albuma | Reizdana inačica albuma | Reizdana inačica albuma | Reizdana inačica albuma | Reizdana inačica albuma | Reizdana inačica albuma | Reizdana inačica albuma | Reizdana inačica albuma | Reizdana inačica albuma | Reizdana inačica albuma |
| Br.                     | Skladba                 | Trajanje                |                         |                         |                         |                         |                         |                         |                         |
| ----------------------- | ----------------------- | ----------------------- | ----------------------- | ----------------------- | ----------------------- | ----------------------- | ----------------------- | ----------------------- | ----------------------- |
| 1.                      | »Prowler«               | 3:56                    |                         |                         |                         |                         |                         |                         |                         |
| 2.                      | »Sanctuary«             | 3:16                    |                         |                         |                         |                         |                         |                         |                         |
| 3.                      | »Remember Tomorrow«     | 5:28                    |                         |                         |                         |                         |                         |                         |                         |
| 4.                      | »Running Free«          | 3:18                    |                         |                         |                         |                         |                         |                         |                         |
| 5.                      | »Phantom of the Opera«  | 7:20                    |                         |                         |                         |                         |                         |                         |                         |
| 6.                      | »Transylvania«          | 4:19                    |                         |                         |                         |                         |                         |                         |                         |
| 7.                      | »Strange World«         | 5:32                    |                         |                         |                         |                         |                         |                         |                         |
| 8.                      | »Charlotte the Harlot«  | 4:13                    |                         |                         |                         |                         |                         |                         |                         |
| 9.                      | »Iron Maiden«           | 3:36                    |                         |                         |                         |                         |                         |                         |                         |
| 40:58                   |                         |                         |                         |                         |                         |                         |                         |                         |                         |

## Osoblje
| Iron Maiden - Paul Di'Anno — vokali - Dave Murray — gitara - Dennis Stratton — gitara, prateći vokali - Steve Harris — bas-gitara, prateći vokali - Clive Burr — bubnjevi | Ostalo osoblje - Will Malone — produkcija - Terry Walker — fotografija - Yuka Fujii — fotografija - Cream — ilustracije - Derek Riggs — naslovnica - Martin Levan — inženjer zvuka |